# Rhinelepis
O gênero Rhinelepis pertence à família Loricariidae que é uma das mais numerosas entre os peixes da região neotropical, sendo composta por cem gêneros. Sua distribuição geográfica engloba desde a Costa Rica até a Argentina em riachos com corredeiras até 3000 m de altitude. A família Loricariidae é uma das mais representativas em cabeceiras de rios, sendo que uma das subfamílias características de zonas encachoeiradas é a Hypostominae.
Os Loricaríideos são caracterizados pelas placas ósseas que recobrem seu corpo (por essa razão, denominados popularmente como “cascudos”), boca inferior com ou sem barbos, nadadeira adiposa ausente ou com espinha na borda cranial e intestino longo, característico de uma dieta vegetariana. Muitas espécies de Loricaríideos possuem respiração acessória por meio do estômago, o que permite que sobrevivam em condições de pouco oxigênio ou mesmo fora d’água. A maioria dos Loricaríideos de águas límpidas possuem hábito noturno, põe um número reduzido de ovos que ficam sob os cuidados dos machos que os protegem sob as rochas ou buracos que cavam no leito arenoso, em algumas espécies o macho pode manter as ovas aderidas ao seu corpo. 
O gênero Rhinelepis possui, atualmente, duas espécies: Rhinelepis strigosa e Rhinelepis aspera. Rhinelepis aspera é nativa da bacia do Rio São Francisco e do Rio Prata  enquanto Rhinelepis strigosa apresenta-se como nativa dos rios Paraná e Uruguai. A Rhinelepis aspera é popularmente conhecida como cascudo-preto e o encontra-se na lista das espécies presumivelmente ameaçadas em Minas Gerais. Na lista-vermelha da IUCN, consta como “não-avaliado”. Trata-se de uma espécie cuja carne é apreciada e, por isso apresenta potencial para a piscicultura .

## Espécies que compõe o gêneroRhinelepis
- Rhinelepis aspera
- Rhinelepis strigosa